# 美原町
美原町（みはらちょう）は、かつて大阪府南河内郡に属していた町である。
また2005年2月1日に隣の堺市に編入合併された後、2006年3月31日まで大阪府堺市に存在した地域の一つである（2006年4月1日堺市の政令指定都市移行により、美原区となる）。
大阪府下では1972年に旧南海町と旧東鳥取町が合併して阪南町（後の阪南市）になって以来33年ぶりの市町村合併であった。また、いわゆる「平成の大合併」で大阪府において行われた唯一の市町村合併でもあった。

## 地理
美原町域は南部の丘陵地域を除いて大阪平野（河内平野）に含まれる平坦な地形となっている。

## 歴史
- 1956年（昭和31年）9月30日 - 平尾村・黒山村・丹南村が合併して美原町が発足。
- 1957年（昭和32年）4月1日 - 南大阪町（現・羽曳野市）大字多治井を編入。大字丹南を松原市に編入。
- 1958年（昭和33年）7月1日 - 南八下村の一部（大字大饗・菩提・石原・小寺の各一部）を編入。
- 1960年（昭和35年）3月10日 - 町章を制定[1]。
- 2003年（平成15年）1月6日 - 堺市との合併を検討する堺市・美原町合併協議会を設置。
- 2005年（平成17年）2月1日 - 堺市に編入。同日美原町廃止。

## 行政
- 堺市に編入されるまでは、独自で消防本部を所有していた。また黒山警察署が町内に所在し、当町の他、堺市の隣接地域と大阪狭山市を管轄していた。なお、合併時の堺市長・木原敬介とその後任の堺市長・竹山修身はともに大阪府職員から出向し、美原町の助役を務めた経験がある。

### 歴代町長
- 初代：永田善雄
- 2代：喜田平太郎
- 3代：永田善雄
- 4代：永田善雄
- 5代：山本作次
- 6代：山本巌
- 7代：山本巌
- 8代：山本巌
- 9代：山本巌
- 10代：山本巌
- 11代：高岡寛
- 12代：高岡寛
- 13代：高岡寛

## 経済

### 産業
木材通に大阪木材工場団地があり木材に関連した企業並びに工場が集積している。関連企業は大阪木材工場団地協同組合に名を連ねているが、木材を取り扱わないオイシスやモリ工業等も同地区に工場がある。
- フルタ製菓：黒山と平尾に工場がある。
- オイシス：木材通に工場がある。
- モリ工業：木材通に工場がある。
- 金剛組エンジニアリング：金剛組の子会社で木材通に本社を構える。

## 地域

### 教育
小学校
- 北小学校
- 黒山小学校
- 平尾小学校
- 西小学校
- 八上小学校
- さつき野小学校

中学校
- 美原中学校
- 西中学校
- さつき野中学校

高等学校
- 府立美原高等学校
- 府立農芸高等学校

大学
- 私立太成学院大学：前身は大阪短期大学
- 大阪府立大学農業短期大学部：1964年廃校。

## 交通

### 鉄道
町内を鉄道は通っていない。鉄道を利用する場合は、南海高野線の萩原天神駅、北野田駅、狭山駅などが近い。

### バス
近鉄バスと南海バス・南海ウィングバス金岡が運行。

### 道路
- 高速道路
町内にあるインターチェンジ：阪和自動車道：美原北インターチェンジ・美原南インターチェンジ、南阪奈道路：美原インターチェンジ
- 一般国道
町内を走る一般国道：国道309号
- 都道府県道
町内を走る府道：大阪府道26号大阪狭山線・大阪府道32号美原太子線・大阪府道35号堺富田林線・大阪府道36号泉大津美原線

## 名所・旧跡・観光スポット・祭事・催事
- 黒姫山古墳

## 出身有名人
- ムラコ（サミットクラブ） - お笑い芸人
- 静恵一（お笑いタレント、作家、演出家、脚本家、司会者、ラジオパーソナリティ。お笑いユニットサミットクラブ）
- 大獅子耕蔵（大相撲力士）